# 芦安村
芦安村（あしやすむら）は、山梨県中巨摩郡に存在した村。

## 地理
県中央の西端、郡西端に位置。北西から南東に長い帯状の村域で、大半が山林。中央部の夜叉神峠には南北にフォッサマグナ（糸魚川静岡構造線）の断層が走る。西部には北西から富士川支流の野呂川が南流。東部には御勅使川が東流し、甲府盆地へ至り扇状地を形成する。

### 隣接していた自治体
- 山梨県
  - 北巨摩郡 武川村、韮崎市
  - 中巨摩郡 白根町、櫛形町
  - 南巨摩郡 増穂町、早川町
- 長野県
  - 上伊那郡 長谷村
- 静岡県
  - 静岡市

## 歴史

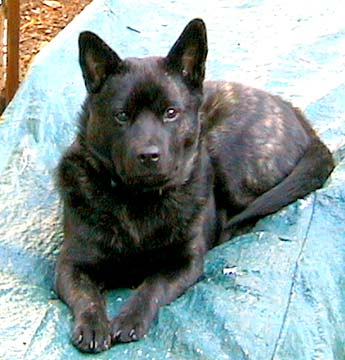
甲斐犬

近世には芦倉村と安通村の2村。芦倉村は巨摩郡武川筋に属し、安通村は同郡西郡筋に属した。36か村の入会地があり、しばしば争論が発生。明治22年に入会地は皇室財産である御料地となり、近代には乱伐による山林荒廃で水害などが発生。明治44年に御料地は県に下賜され、村内で恩賜林管理のための組合が設立される。明治後期には製糸工業の発達により野呂川流域の木材生産が盛んで、木炭生産、芦安鉱山など鉱業が重要産業であった。また、昭和初期には村内で猟犬として飼育されていた甲斐犬が新種の犬種として着目され、昭和9年には国指定の天然記念物となった。
野呂川から分水して水利に乏しい旱魃地帯であった御勅使川扇状地扇央部の原七郷地域（中巨摩郡白根町から櫛形町、若草町一部）を潤す計画は江戸時代から構想されていたが、戦後には天野久知事時代の1951年（昭和26年）には、上水道建設と奥地山林など未開発資源活用を目的とした野呂川流域総合開発事業が実行され、昭和30年には夜叉神峠にトンネルを開削した野呂川林道が完成、原七郷の用水を確保する野呂川上水道は昭和35年に完成。また、荒川合流地点には野呂川発電所を建設して電源開発が行われた。一方で、芦安村の木材移出と観光客招致を目した南アルプススーパー林道も着工されるが、自然保護対策や災害による寸断など工事は難航。昭和55年には開通するが、高度経済成長期の産業構造変化で第一次産業である林業の相対的比重は低下し、主要産業の衰退の影響を受け過疎化が進行した。

### 歴史
- 1889年（明治22年）7月1日 - 町村制の施行により、中巨摩郡芦安村が単独で自治体を形成。
- 1957年（昭和32年）7月8日 - 昭和天皇が村内を行幸。野呂川林道を視察した[1]。
- 1979年（昭和54年）11月12日 - 南アルプススーパー林道の完成式典が行われる[2]。
- 2003年（平成15年）4月1日 - 中巨摩郡八田村・白根町・若草町・櫛形町・甲西町と新設合併して南アルプス市が発足。同日芦安村廃止。

## 教育
- 村立芦安小学校
- 村立芦安中学校

## 交通

### バス
- 芦安村営バス
- 山梨交通バス

### 道路
- 山梨県道20号竜王芦安線
- 山梨県道37号南アルプス公園線
- 南アルプススーパー林道

## 観光
- 芦安温泉